# فرانسينا ماكوروري
فرانشينا لينيت ماكوروري (من مواليد 20 أكتوبر 1988) هي رياضية عداءة أمريكية، اشتهرت في المقام الأول في سباق مسافة 400 متر. حصلت على الميدالية البرونزية العالمية في سباق 400 متر لعام 2011 وكانت عضوًا في فرق الولايات المتحدة في سباق 4 × 400 متر تتابع الحائزة على الميدالية الذهبية لعامي 2012 و 2016. كانت بطلة العالم لألعاب القوى في سباق 400 متر داخل الصالات في عام 2014. وتقاعد ماكوروري في عام 2021.